# 직천서원
직천서원(稷川書院)은 대한민국 경상북도 경주시에 위치한 조선 시대의 서원이다. 1702년에 창건되었으며, 정사진(鄭四震)을 제향하고 있다.